# تیرالتا
تیرالتا (به اسپانیایی: Tierralta) یک سکونتگاه مسکونی در کلمبیا است که در بخش کوردوبا واقع شده‌است.